# Burg Gießen

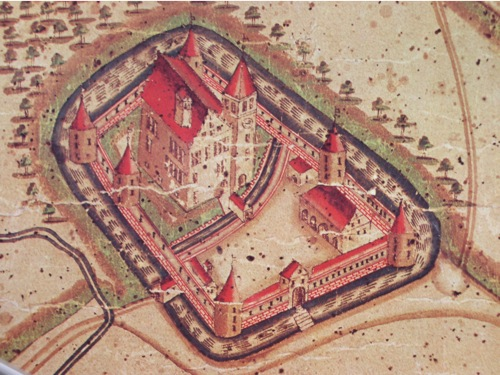
Burg Gießen, Ansicht von 1701; Aquarell von Johann Jacob Heber

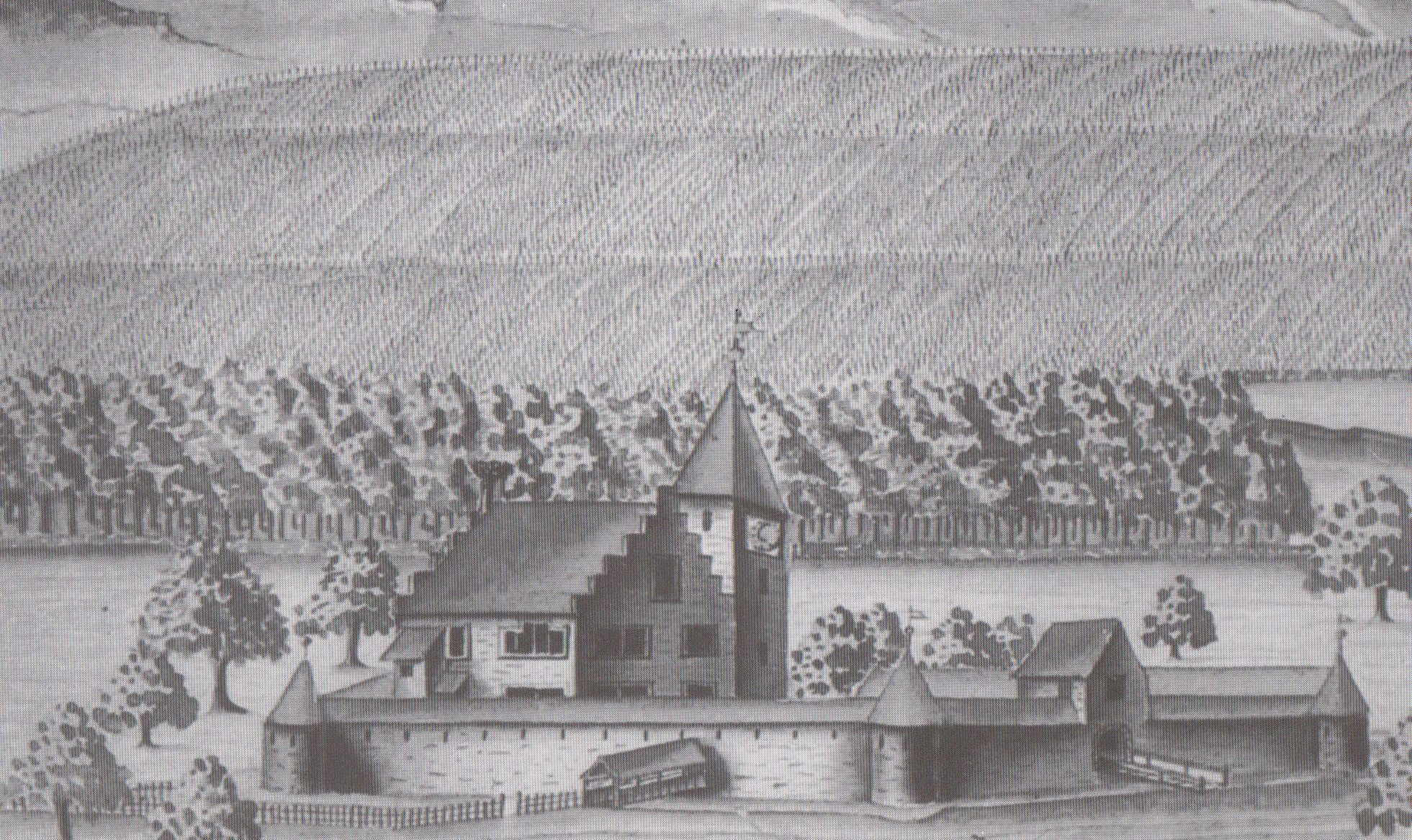
Burg Gießen, Ansicht von 1721; Zeichnung des Lindauer Kartographen Isaac Sohm

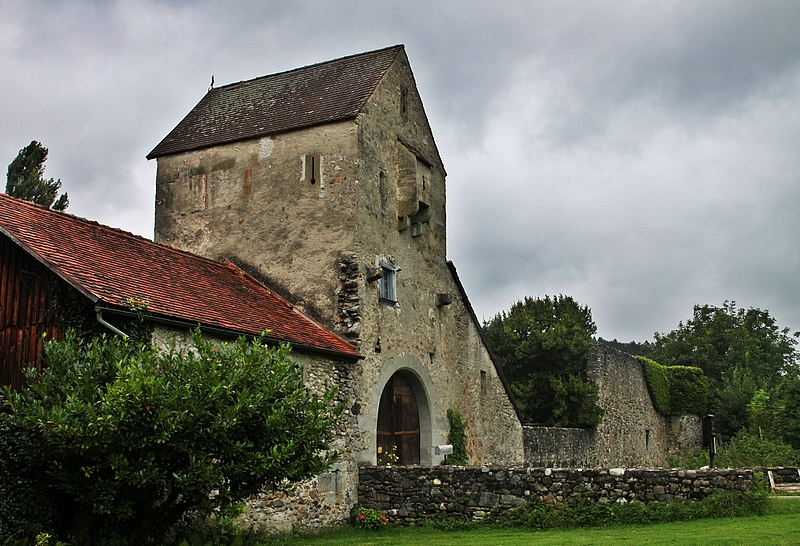
Blick auf den Torturm

Die Burg Gießen, auch Wasserschloss Gießen genannt, ist eine hochmittelalterliche Burganlage im Kressbronner Ortsteil Gießen im baden-württembergischen Bodenseekreis in Deutschland.

## Lage
Die Niederungsburg liegt nördlich des Kressbronner Ortsteils Betznau und östlich von Gießenbrücke. Sie diente der Sicherung des Argenübergangs, der möglicherweise schon zur Römerzeit bestand, da Siedlungen und Römerstraßen in unmittelbarer Umgebung der Burg nachgewiesen sind.

## Anlage
Die als Turmhügelburg (Motte) erbaute Burg war im Mittelalter ein wehrhaftes Wasserschloss, dessen Graben durch einen Kanal von Laimnau her ständig mit Wasser versorgt wurde. Die gut erhaltene Burganlage ist heute in Privatbesitz und kann deshalb nicht besichtigt werden.
Dieses wehrhafte mittelalterliche Wasserschloss erhielt seine heutige Gestalt im Jahr 1482. Der Torturm und heutige Zugang zum Hof stammt aus dem späten 16. Jahrhundert. Er besitzt fünf Turmstuben sowie eine Turmterrasse.

## Geschichte
Die Turmhügelburg befand sich an dieser Stelle wohl bereits vor 1250, erstmals urkundlich erwähnt wird sie in einer Urkunde des Jahres 1357. Sie wurde Verwaltungszentrum der zwischen 1388 und 1405 vom Lindauer Heilig-Geist-Spital erworbenen Güter im Hinterland des Bodensees im unteren Argental.
Die ersten urkundlich genannten Besitzer der Burg Gießen entstammten dem Rittergeschlecht der Herren von Wolfurt, das seit dem 13. Jahrhundert großen Einfluss in Süddeutschland und der Schweiz hatte und neben Äbten und Ordensfrauen auch Krieger hervorbrachte.
Auf die Grafen von Montfort waren die Wolfurter nicht gut zu sprechen. Sie pflegten lieber Kontakte mit der Stadt Lindau und Klöstern außerhalb des montfortischen Einflussbereichs.
Am 3. Juli 1405 kaufte das Lindauer Heilig-Geist-Spital die Burg Gießen inklusive Bauhof, Mühle, weiteren Einzelhöfen, Leibeigenen, Gericht, Zinserträgen, Wein- und Kornzehntenvon und anderen Rechten dem Ritter Ulrich von Wolfurt und seinem Neffen Wolf von Wolfurt für 3.000 rheinische Gulden ab, da die drei Kinder des verstorbenen Rudolf von Wolfurt nicht in der Lage waren, den ererbten Besitz weiter zu erhalten.
Die Burg Gießen mit ihren Besitzungen und Rechten wurde bald darauf mit dem Dorf Laimnau, der Liegenschaft Elmenau und der Ulrichskapelle zum Spitalischen Niedergericht Gießen und Laimnau vereint. Ihrer Bedeutung entsprechend wurde die Burg nicht mit einem Hofmeister, sondern mit einem Vogt besetzt.
In den Jahren 1482 bis 1486 wird die Burg – gegen alle Proteste des Tettnanger Grafen Ulrich von Montfort – mit Graben und Wall befestigt. 1521 wird das Wohnhaus vergrößert, 1529 die Turmuhr in Auftrag gegeben und seit 1531 floss Quellwasser aus einem Brunnen.
Während des Dreißigjährigen Kriegs besetzte der schwedische General Wrangel nach erfolgloser Eroberung Lindaus am 8. Mai 1647 die Burg Gießen, die schwedische Besatzung ergab sich aber noch im August den Kaiserlichen, die den festen Platz zurückeroberten (siehe Seekrieg auf dem Bodensee 1632–1648). In der Mitte des 18. Jahrhunderts setzen größere Baumaßnahmen an der Burg ein: Eine neue Turmuhr wurde 1768 angebracht, der Ringgraben wurde neu ausgehoben, 1774 die innere Burgmauer geschleift und der innere Burggraben zugeschüttet und 1788 wurde die alte Zugbrücke durch eine steinerne Gewölbebrücke ersetzt.
Nach der Neuordnung Europas durch Napoleon wurde die Burg Gießen für das Lindauer Spital unrentabel und sollte verkauft werden. Ihre parzellierten Ländereien fanden nur mühsam Käufer. Die Burg selbst wurde im Mai 1810 für 14.020 Gulden an den Churfürstlichen Trierischen Kammerherrn Carl Anselm von Horben zu Ringenberg aus Augsburg versteigert. Dieser konnte aber nicht zahlen, so dass die Burg am 26. September desselben Jahres gegen eine Zahlung von 13.000 Gulden in den Besitz des Stabhalters Josef Köberlin von Mitten (Wasserburg) überging.
Die folgenden 175 Jahre blieb das Schloss Gießen ein Bauerngut. Die Besitzer wechselten immer wieder. 1868 erwarb Pater Augustin Fischer, Kabinettssekretär des österreichischen Erzherzogs Maximilian, die Anlage, und von 1877 bis 1974 war sie in Besitz zweier Bauernfamilien. Noch heute ist das ehemalige Wasserschloss Gießen mit seinen Nebengebäuden in Privatbesitz.

### Denkmalschutz
Seit dem 29. April 1930 ist die Anlage nach § 28.1.2 des Denkmal-Schutzgesetzes als Kulturdenkmal eingetragen.

## Franz Innozenz Nachbaur
Innozenz Nachbaur wurde am 25. März 1830 als Sohn des Bauern Fidel Nachbaur und dessen Frau Genoveva, geb. Götz, auf der Burg Gießen geboren. Den Namen Franz hat er sich erst später zugelegt. Nachbaur wurde ein bekannter Tenorsänger – sämtlichen Wagner-Opern hat er seine Stimme geliehen.